# Burning Brides
Die Burning Brides (dt. Brennende Bräute) sind eine US-amerikanische Hard-Rock-Band mit Heavy-Metal-Anleihen, die Anfang 1999 in Philadelphia von Dimitri Coats und seiner späteren Ehefrau Melanie Campbell gegründet wurde, nachdem diese die Juilliard School abgeschlossen hatten und einige Zeit durch das Land gereist waren. In Mike Ambs fanden sie zur Ergänzung des Bandgefüges einen Schlagzeuger und bereits im Mai 1999 spielten die Burning Brides ihr erstes großes Konzert als Vorband der Queens of the Stone Age. Lokal wurde die Gruppe rasch populär, was ihr schließlich einen Plattenvertrag beim Label File Thirteen Records einbrachte.
Am 17. April 2001 veröffentlichten die Burning Brides ihr erstes Album, Fall of the Plastic Empire, das sich gut absetzte, so dass es 2002 von V2 Records erneut veröffentlicht wurde. Die New Musical Express erteilte dem Album 5 von 5 Punkten. Auftritte als Vorgruppe der Band ...And You Will Know Us by the Trail of Dead folgen. Am 29. Juni 2004 erschien mit Leave No Ashes das zweite Album der Band. Dieses war insgesamt zwar nicht so erfolgreich wie das Vorgängeralbum, beinhaltete jedoch den größten Hit der Band, Heart Full of Black. Dieses Lied fand auch Verwendung in den erfolgreichen Videospielen Guitar Hero und Burnout 3. Im selben Jahr folgt eine Tournee zusammen mit A Perfect Circle. 2006 spielten sie Konzerte als Support für Eagles of Death Metal und Peaches. Am 19. Juni 2007 erschien das dritte Album der Gruppe, Hang Love und Mitte 2008 Anhedonia. Ihr bislang letztes Album Leave No Ashes wurde 2016 veröffentlicht.

## Diskografie
- 2001: Fall of the Plastic Empire
- 2004: Leave No Ashes
- 2007: Hang Love
- 2008: Anhedonia